# Hervé Villechaize
Hervé Jean-Pierre Villechaize, född 23 april 1943 i Montauban, död 4 september 1993 (självmord) i North Hollywood, Los Angeles, Kalifornien, var en fransk skådespelare. Han var främst verksam i USA.
Villechaize led av dvärgväxt; han var 119 cm lång. 21 år gammal flyttade han till USA och inledde en framgångsrik skådespelarkarriär inom teater. Han medverkade i sin första film 1966. Sitt stora genombrott fick han genom Bondfilmen Mannen med den gyllene pistolen (1974), då han spelade Francisco Scaramangas hantlangare Nick Nack. Vid denna tiden engagerade han sig också för barn som blivit utsatta för misshandel. Han medverkade även som gästsångare på LP-skivan Children of the World.
Från 1978 medverkade han i TV-serien Fantasy Island, men efter konflikter med producenterna blev han uppsagd 1983. Vid ungefär samma tid skilde han sig också från sin andra fru, Camille Hagen. Detta resulterade i att han blev både  deprimerad och alkoholiserad, samtidigt som han led av svåra smärtor på grund av sin dvärgväxt.
1993 tog han livet av sig genom att skjuta sig själv, 50 år gammal.

## Filmografi (urval)
- 1966 - Chappaqua
- 1972 - The Last Stop
- 1974 - Crazy Joe
- 1974 - Mannen med den gyllene pistolen
- 1978 - Fantasy Island TV-serie
- 1980 - Forbidden Zone